# Ильюченко, Татьяна Викторовна
Татья́на Ви́кторовна Ильюче́нко (род. 19 декабря 1973 года, Барнаул) — заслуженный мастер спорта России по лыжным гонкам среди спортсменов с нарушением зрения, чемпионка Паралимпийских игр, Почетный гражданин города Бийска.
Муж — Николай Ильюченко, многократный чемпион Паралимпийских игр.
С 1993 по 2011 год входила в состав Паралимпийской сборной команды России. Двукратный серебряный и бронзовый призёр Паралимпийских игр 2002 года в Солт-Лейк Сити (США). Победитель, двукратный серебряный и бронзовый призёр Паралимпийских игр 2006 года в Турине (Италия). Бронзовый призёр Паралимпийских игр 2010 года в Ванкувере (Канада). Многократный чемпион России, неоднократный призёр и чемпион Европы и Мира, пятикратный обладатель Кубка Мира среди слабовидящих спортсменов по лыжным гонкам. В 2021 году получил сертификат «Посол ГТО» Алтайского края.
В декабре 2011 года избрана депутатом Алтайского краевого Законодательного Собрания (далее — АКЗС) 6 созыва по краевому партийному списку «Единой России», в сентябре 2016 года избрана депутатом АКЗС 7 созыва по одномандатному избирательному округу № 29. С января 2016 года — по октябрь 2021 года председатель комитета по социальной политике..
В 2021 года избрана депутатом АКЗС 8 созыва по одномандатному избирательному округу № 29 (г. Бийск). С октября 2021 года занимает должность председателя комитета Алтайского краевого Законодательного Собрания по спорту, культуре и молодёжной политике.
В 2021 году получила сертификат «Посол ГТО» Алтайского края.

## Награды
- Медаль ордена «За заслуги перед Отечеством» II степени (2004).
- Благодарность Президента Российской Федерации (2007).
- Медаль ордена «За заслуги перед Отечеством» I степени (26 марта 2010) — за большой вклад в развитие физической культуры и спорта, высокие спортивные достижения на X Паралимпийских зимних играх 2010 года в городе Ванкувере (Канада).[2]
- Заслуженный мастер спорта России (2002)
- Юбилейная медаль Алтайского края (20 сентября 2022) — за заслуги и достижения, связанные с развитием Алтайского края, и в связи с празднованием 85-летия Алтайского края